# Nur zu Besuch (Die-Toten-Hosen-Lied)

Ausschnitt mit Gitarre und Gesangslinie aus Nur zu Besuch

Nur zu Besuch ist ein Lied der deutschen Punkrock-Band Die Toten Hosen aus dem Jahr 2002.

## Entstehung und Veröffentlichung
Das Lied wurde von dem Musikproduzenten Jon Caffery in Zusammenarbeit mit Die Toten Hosen produziert. Als Autor des Texts fungierte Sänger Campino (Andreas Frege), während die Musik gemeinsam von Campino und Andreas von Holst komponiert wurde. Die Erstveröffentlichung erfolgte auf dem elften Toten-Hosen-Studioalbum Auswärtsspiel am 21. Januar 2002. Am 29. Juli 2002 erschien das Lied erstmals als vierte Singleauskopplung aus dem Album.

## Inhalt
Nur zu Besuch hat Frontman Andreas Frege alias Campino für seine im Jahr 2000 an Darmkrebs verstorbene Mutter Jenny Frege geschrieben. In dem Lied beschreibt das lyrische Ich seinen regelmäßigen Weg auf den Friedhof zum Grab der Mutter.

## Musikvideo
Das dazugehörige Musikvideo entstand unter der Regie von Olaf Heine. Es zeigt Campino, der aus einer Limousine steigt und durch die Straßen sowie Geschäfte einer verlassenen Stadt geht. Am Ende des Liedes begegnet er sich selbst und verpasst sich eine Ohrfeige. Durch dieses Ereignis bemerkt er, wie belebt die Stadt ist und dass nur er sich isoliert hat.

## Single

### Covergestaltung
Das Frontcover der Single zeigt ein von einem Kind gemaltes Wachsmalbild mit einer lachenden Sonne, einem Haus, von dem Schornstein Rauch hinausbefördert und eine Wiese mit Blumen. Oberhalb befindet sich der Schriftzug Die Toten Hosen und unterhalb Nur zu Besuch jeweils in Weiß.

### Titelliste
1. Nur zu Besuch – 4:29
2. Runaway Train Driver – 3:12  Cover von T. V. Smith
3. Hirnfick (Futter für die Fische) – 3:14  (von Holst / Campino)
4. Nur zu Besuch (Instrumental) – 3:18

### Charterfolge
Nur zu Besuch stieg am 12. August 2002 auf Platz 26 in die deutschen Singlecharts ein, gelang in der Chartwoche vom 9. September 2002 seine höchste Position auf Platz 17 und konnte sich insgesamt 17 Wochen lang in den Top 100 halten. In Österreich belegte das Lied Rang 50 und war dort 12 Wochen lang in den Charts vertreten, während es sich in der Schweiz nicht in den Charts platzieren konnte.
| ChartsChartplatzierungen | Höchstplatzierung | Wochen |
| ------------------------ | ----------------- | ------ |
| Deutschland (GfK)        | 17 (17 Wo.)       | 17     |
| Österreich (Ö3)          | 50 (12 Wo.)       | 12     |